# Sam Raybould
Samuel Francis „Sam“ Raybould (* 11. Juni 1875 in Staveley; † 17. Dezember 1953 in Chesterfield) war ein englischer Fußballspieler. Der Stürmer gewann mit dem FC Liverpool in den Jahren 1901 und 1906 die ersten beiden englischen Meisterschaften in der Vereinsgeschichte. Zudem war er Torschützenkönig in der höchsten englischen Spielklasse in der Saison 1902/03.

## Sportlicher Werdegang
Raybould wurde in der Nähe von Staveley in Seymour (gelegen in der Grafschaft Derbyshire) geboren und noch vor seinem 15. Geburtstag schloss er sich der Jugendmannschaft von Seymour Exchange an. In gut drei Jahren überzeugte er dort als Rechtsaußen, aber Begehrlichkeiten aus Chesterfield wies er ab und stattdessen heuerte er später im Alter von 18 Jahren beim Erstligisten Derby County an. Für die „Rams“ debütierte er gegen Aston Villa. Eine dauerhafte Zukunft schien er sich jedoch im Profifußball nicht zu sichern, denn fortan fokussierte er sich auf den Amateurfußball, bevor er im Alter von 24 Jahren mit 10 Toren in 13 Spielen für New Brighton Tower derartig positiv auffiel und dann Anfang 1900 zum benachbarten Profiklub FC Liverpool wechselte.
Raybould wurde zu einem der ersten „Superstars“ der Liverpooler Vereinsgeschichte und er war der erste Spieler, der 100 Ligatore für die „Reds“ erzielte (in einem Zeitraum von 162 Erst- und Zweitligapartien zwischen Januar 1900 und Dezember 1905). Er war mit 17 Treffern Toptorjäger seines Klubs, der im Jahr 1901 erstmals die englische Meisterschaft gewann. Seinen sportlichen Zenit erreichte er dann zwei Jahre später, als ihm in einer Saison 32 Tore in 34 Pflichtspielen gelangen. Er war damit auch der erste Liverpooler Spieler, der die 30-Tore-Grenze erreichte. Raybould war ein kraftvoller Stürmer, der sich durch Schnelligkeit und eine gute Ballkontrolle auszeichnete. Markant waren seine Offensivläufe, an deren Ende er jeweils die Flügelspieler in Szene setzte und darüber hinaus die eigene Torgefährlichkeit. Just zu diesem Zeitpunkt fiel er dann aber in Ungnade mit den Fußballfunktionären, nachdem er – wie auch seine Mannschaftskameraden John Glover und William Goldie – ein finanziell lukratives Wechselangebot des FC Portsmouth angenommen hatte. Portsmouth spielte in der konkurrierenden Southern League und diese war im Gegensatz zur Football League strikt gegen die Professionalisierung eingestellt. Durch die Verpflichtung der drei Liverpooler Spieler versuchte der FC Portsmouth Regelungslücken bei Transfers zwischen den unterschiedlichen Ligen auszunutzen, aber der Vorgang wurde als illegal eingestuft. Raybould wurde im Nachgang für sieben Monate gesperrt und es blieb ihm lebenslang untersagt, nach Portsmouth zu wechseln. Inmitten dieser Turbulenzen wurde aus dem FC Liverpool, der noch auf dem fünften Platz die Saison 1902/03 abgeschlossen hatte, ein Abstiegskandidat. Raybould, der während seiner Zwangspause an Sprintwettbewerben teilnahm, kehrte nach dem Jahreswechsel 1903/04 als Fußballer zurück. Er fand jedoch mit nur vier Toren in 15 Spielen nicht zu alter Form zurück und musste letztlich den Abstieg aus der Erstklassigkeit hinnehmen. In der zweiten Liga wurde es von der Mittelstürmerposition auf den linken Flügel umpositioniert. Da er sich dort zunächst schwer tat, wurde er schnell zur Zielscheibe von Kritik. Letztlich erholte er sich jedoch von diesen Problemen und seine 19 Ligatore waren nicht unmaßgeblich für die direkte Wiederkehr in die höchste englische Spielklasse. Endgültig rehabilitiert hatte er sich dann im Jahr darauf, als Liverpool als Aufsteiger die zweite englische Meisterschaft gewann, wenngleich Rayboulds Beitrag hierzu mit elf Toren in 25 Spielen magerer ausgefallen war. Am letzten Spieltag der Saison 1906/07 schoss er bei seinem 211. Ligaeinsatz das 120. und letzte Tor für Liverpool.
Im Alter von 32 Jahren fand er beim Ligakonkurrenten AFC Sunderland eine neue Aufgabe und mit 13 Toren in 27 Ligapartien verhalf er dem neuen Klub in der Saison 1907/08 zum knappen Klassenerhalt. Es folgte ein weiteres Kurzengagement in der Spielzeit 1908/09 bei Woolwich Arsenal mit Abschluss auf dem sechsten Rang der ersten Liga, bevor er bei kleineren Vereinen wie Chesterfield Town, Sutton Town und Barlborough United die aktive Karriere ausklingen ließ. Er verstarb im Dezember 1953.

## Titel/Auszeichnungen
- Englischer Fußballmeister (2): 1901, 1906
- Torschützenkönig der First Division (1): 1903